# Matzoff
Die Matzoff ist ein 7 km langer, nordöstlicher und linker Zufluss der Ems. Sie verläuft im Stadtgebiet von Niedenstein im Naturpark Habichtswald, Schwalm-Eder-Kreis, Nordhessen (Deutschland).

## Name
Die Deutung des Namens ist unsicher. Wahrscheinlich handelt es sich um einen apa-Namen (*Matz-affa). Unter Umständen könnte der Name den von Tacitus erwähnten germanischen Ort Mattium enthalten und als *Metz-affa die Bedeutung „Fluss, der durch das Mattium genannte Gebiet fließt“ gehabt haben.

## Verlauf
Die Matzoff entspringt an der Westflanke der Langenberge. Ihre Quelle liegt in der Gemarkung von Ermetheis, einem östlichen Niedensteiner Stadtteil, zwischen dem Laufskopf (534,8 m ü. NHN) im Nordosten und dem Niedensteiner Kopf (475 m) im Westnordwesten auf rund 362 m Höhe.
Nach Verlassen von Ermetheis fließt die Matzoff nach Süden durch ein teils von Wald gesäumtes Tal, in dem zuerst der von Nordosten heran fließende Elsterbach einmündet; letzterer kommt vom Ostrand von Ermetheis und wird von der Sandquelle und einem Bach aus dem Elsterloch gespeist. Kurz darauf mündet von Nordwesten ein von Niedenstein kommender Bach ein. Dann verläuft die Matzoff durch den Niedensteiner Stadtteil Metze, wo ihr zwei weitere Bäche zufließen. Der zweite ist der Landgrafenborn der dem am Kammerberg (360,8 m) gelegenen Landgrafenborn entfließt.
Danach verläuft die Matzoff direkt außerhalb des Naturparks Habichtswald – die Langenberge verlassend – westsüdwestwärts nach und durch den am Wartberg gelegenen Niedensteiner Stadtteil Kirchberg. Noch in diesem Dorf mündet sie – auf ihren letzten Metern wieder im Naturpark verlaufend – auf rund 188 m Höhe in den dort von Nordwesten heran fließenden Eder-Zufluss Ems.

## Naturräumliche Zuordnung
Die Matzoff entspringt in der zur naturräumlichen Haupteinheitengruppe Westhessisches Berg- und Senkenland (Nr. 34) und zur Haupteinheit Habichtswälder Bergland (342) gehörenden Untereinheit Hinterhabichtswälder Kuppen (342.2). Anschließend fließt sie bis zu ihrer Mündung durch den Naturraum Fritzlarer Börde (343.23), der in der Haupteinheit Westhessische Senke (343) zur Untereinheit Hessengau (343.2) zählt.

## Einzugsgebiet und Zuflüsse
Das Einzugsgebiet der Matzoff ist 14,03 km² groß. Zu ihren Zuflüssen gehören (bachabwärts betrachtet):
| Name                                                      | Seite  | Länge (km) | Quell-          | Mündungs-       | Mündungsort (Lage) | Stat. (km) | GKZ       |
| Name                                                      | Seite  | Länge (km) | höhe (m ü. NHN) | höhe (m ü. NHN) | Mündungsort (Lage) | Stat. (km) | GKZ       |
| --------------------------------------------------------- | ------ | ---------- | --------------- | --------------- | ------------------ | ---------- | --------- |
| Elsterbach                                                | links  | 2,5        | 388             | 246             | Ermetheis (u)      | 5,00       | 428924-12 |
| Bach von Niedenstein                                      | rechts | 2,0        | 302             | 241             | Ermetheis (u)      | 4,60       | 428924-14 |
| Erster Bach in Metze                                      | links  | 0,8        | 251             | 224             | Metze (i)          | 3,65       | 428924-16 |
| Landgrafenborn (Landgreifenborn)                          | links  | 1,7        | 270             | 221             | Metze (i)          | 3,30       | 428924-2  |
| Bach nach Metze                                           | rechts | 1,1        | 262             | 202             | Metze (u)          | 1,80       | 428924-92 |
| Abkürzungen (Lage): i = im, u = unterhalb vom Mündungsort |        |            |                 |                 |                    |            |           |

## Ortschaften
Ortschaften an der Matzoff sind diese Niedensteiner Stadtteile (flussabwärts betrachtet): 
- Ermetheis
- Metze
- Kirchberg